# NoSQL
NoSQL je databázový koncept, ve kterém datové úložiště i zpracování dat používají jiné prostředky než tabulková schémata tradiční relační databáze. Motivací k tomuto přístupu mohou být jednoduchost designu, horizontální i vertikální škálovatelnost a jemnější kontrola dostupnosti. Databáze bez SQL jsou často vysoce optimalizovaná úložiště typu klíč-hodnota (ne vždy). Díky odlišné struktuře ukládání dat (např. stromová, grafová) oproti RDBMS, je i algoritmická složitost pro různé operace odlišná. Obecně se vhodnost aplikace daného typu databáze liší podle řešeného problému.
Segment NoSQL databází v současnosti významně roste a prospívá především v oblasti big data a real-time webu. NoSQL systémům se také občas říká „nejen SQL“ pro zdůraznění faktu, že často umožňují dotazy v SQL (či podobném) jazyce. V kontextu CAP teorému NoSQL úložiště často potlačují konzistenci ku prospěchu dostupnosti a tolerance k narušení sítě.
Bariéry k rozsáhlejšímu nasazení těchto úložišť do praxe jsou např. nepřítomnost plnohodnotné podpory transakčního modelu ACID, použití (různých) nízkoúrovňových dotazovacích jazyků, nedostatečná standardizace rozhraní a vysoké realizované investice podniků do SQL v minulosti. 

## Příklady NoSQL databází
- CouchDB
- FoundationDB
- ArangoDB